# Štokeravská vápenka
Štokeravská vápenka este o arie protejată (arie specială de conservare — SAC, sit de importanță comunitară — SCI) din Slovacia întinsă pe o suprafață de 12,84 ha, integral pe uscat.

## Localizare
Centrul sitului Štokeravská vápenka este situat la coordonatele 48°12′09″N 17°00′14″E / 48.202499°N 17.003792°E.

## Înființare
Situl Štokeravská vápenka a fost declarat sit de importanță comunitară în octombrie 2011 pentru a proteja 1 specie de plante. Situl a fost protejat și ca arie specială de conservare în august 2011.

## Biodiversitate
Situată în ecoregiunea panonică, aria protejată conține 1 habitat natural: Pajiști uscate seminaturale și facies de acoperire cu tufișuri pe substraturi calcaroase (Festuco-Brometalia) (* situri importante pentru orhidee).
La baza desemnării sitului se află o specie protejată de  plante: Himantoglossum adriaticum.
Pe lângă speciile protejate, pe teritoriul sitului au mai fost identificate 20 de specii de plante, 6 specii de mamifere, 1 specie de nevertebrate, 2 specii de reptile.